# 东北人民解放军炮兵纵队
东北人民解放军炮兵纵队是1948年8月东北军区成立的特种兵军级建制部队，辖炮兵、装甲兵、工兵等部队。

## 历史
1948年8月21日，为适应大兵团进攻战役的需要，东北军分会决定在东北军区炮兵司令部之下成立炮兵纵队。纵队机关以在前方的军区炮兵司令部前方临时指挥机构为基础组建。
- 司令员：东北军区炮兵司令部第一副司令员苏进兼
- 政治委员：炮兵司令部政治委员邱创成兼
- 副司令员：匡裕民
- 副政委兼政治部主任：刘何
- 政治部副主任：吴涛
- 炮1团 团长黄登保
- 炮2团 团长文击 政委张芳 副团长赵庆丰 参谋长甄秉信 政治处主任方文
- 炮3团 团长宋承志（东北炮校训练部长）、政委丁本淳。1946年6月12日在牡丹江成立了炮兵第3团，以东北炮校第一期学员为骨干，以炮校警卫营为基础。团部驻穆棱县八面通。初建时辖4个连，1个连装备4门37毫米战防炮，其它3个连没有火炮。在穆棱、东宁等国境筑垒地域搜寻日军遗弃装备，用九六式150毫米榴弹炮和九二式105毫米加农炮装备起来，重炮全部使用汽车牵引，成为解放军第一个摩托化重炮团。1948年3月参加了“四战四平”、1948年9月辽沈战役的义县攻坚战。10月参见锦州战役，作为远战炮群，负责压制城内敌炮。
- 炮4团
- 炮5团
- 重迫击炮团 团长王大亨
- 高1团 团长江洪
- 高2团
- 战车团：驻东安(今密山)县城。团长孙三、政委毛永鹏。第一副团长丁铁石。第二副团长吕正哲。参谋长李自群。
- 工兵营：营长杨先平，教导员张永顺，副营长刘汉章，副教导营吴守业。[3][4]

除炮5团和高2团因系新建单位留驻后方外，其余各部都参加了辽沈战役。其中炮4团参与围困长春，其余部队都调锦州前线参战。
1948年11月与东北军区炮兵司令部合并改编为第四野战军特种兵司令部，统一指挥炮兵、装甲兵、工兵。